# Zacatlamanca
Zacatlamanca är en ort i Mexiko.   Den ligger i kommunen Atlahuilco och delstaten Veracruz, i den sydöstra delen av landet, 230 km öster om huvudstaden Mexico City. Zacatlamanca ligger 2 151 meter över havet och antalet invånare är 262.
Terrängen runt Zacatlamanca är lite bergig. Runt Zacatlamanca är det ganska tätbefolkat, med 93 invånare per kvadratkilometer. Närmaste större samhälle är Río Blanco, 17,5 km norr om Zacatlamanca. I omgivningarna runt Zacatlamanca växer i huvudsak blandskog.